# Massif des Bornes
Pour les articles homonymes, voir Bornes.
Ne doit pas être confondu avec Bornes (plateau).
Le massif des Bornes est un massif montagneux des Préalpes du Nord, dans le département de la Haute-Savoie. Il est encadré au sud-ouest par la trouée d'Annecy, au nord-ouest par les collines et plateaux du Genevois, au nord-est par la vallée de l'Arve et au sud-est par la chaîne des Aravis. Constitué de montagnes et plateaux de type jurassien séparés par de profondes vallées et cluses, son plus haut sommet s'élève à 2 438 mètres d'altitude à la pointe Blanche. Au centre du massif se trouve le plateau des Glières, haut lieu de la résistance française.

## Géographie

### Situation

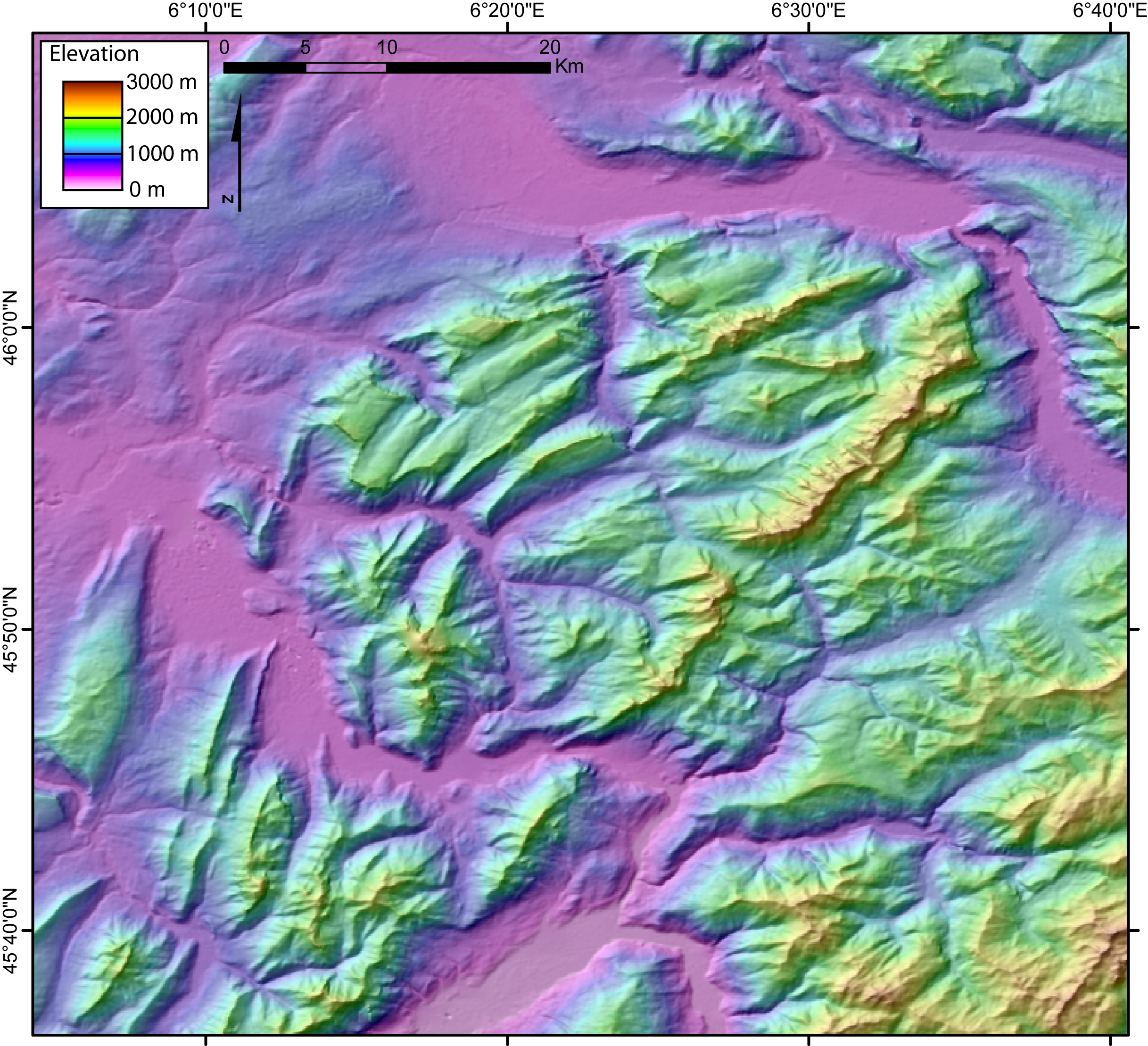
Modèle Numérique de Terrain du massif des Bornes et de la chaîne des Aravis.

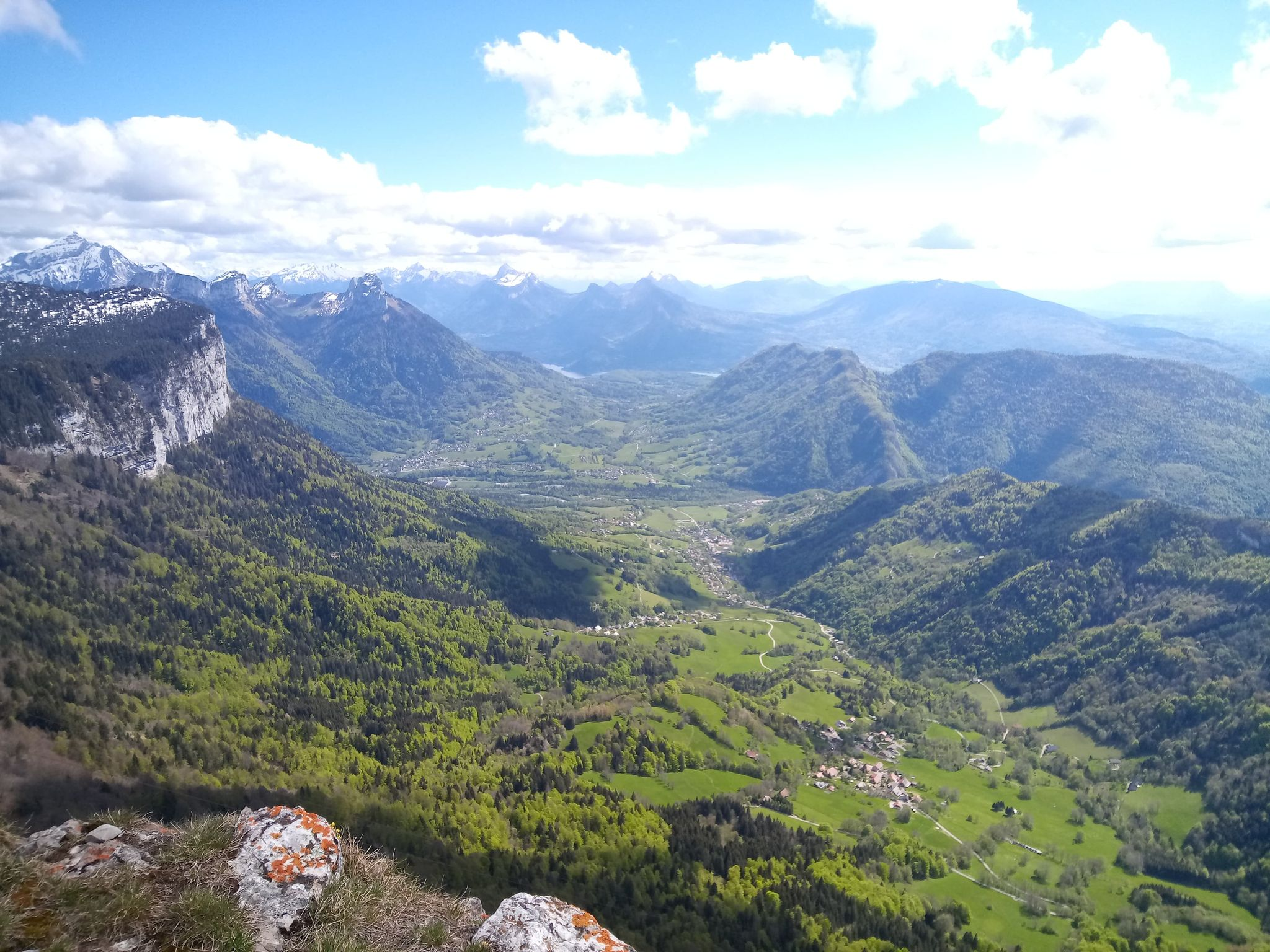
La vallée de Dingy-Saint-Clair vue depuis le Parmelan ; les montagnes du fond font partie du massif des Bauges ; sur la droite après le défilé, la crête du mont Baret.

Il est limité à l'est par la dépression de Thônes et la chaîne des Aravis dans laquelle on trouve les sommets les plus élevés des Préalpes du Nord, au sud-ouest par le lac d'Annecy et le massif des Bauges, et au nord par la vallée de l'Arve et le Chablais.
On peut pénétrer dans le massif par de nombreuses vallées ouvertes, qui séparent bien les différents sommets du massif :
- depuis Annecy par le col de Bluffy (631 m) ou par le défilé de Dingy-Saint-Clair (récemment élargi) qui mènent tous deux à Thônes ;
- depuis Bonneville par la gorge du Borne qui mène à Saint-Jean-de-Sixt ;
- depuis l'est (Megève) par le col des Aravis (1 486 m, avec vue sur le mont Blanc) qui mène à La Clusaz ;
- depuis Cluses au nord-est par le col de la Colombière, fermé l'hiver, qui mène au Grand-Bornand ;
- depuis le sud (Faverges, Ugine) par le col du Marais (843 m) qui mène à Thônes.

Deux rivières importantes traversent le massif :
- le Fier du mont Charvin dans les Aravis à Annecy en passant par Thônes, carrefour de vallées ;
- le Borne à Bonneville pour se jeter dans l'Arve en passant par le Grand-Bornand et le Petit-Bornand.

### Sommets

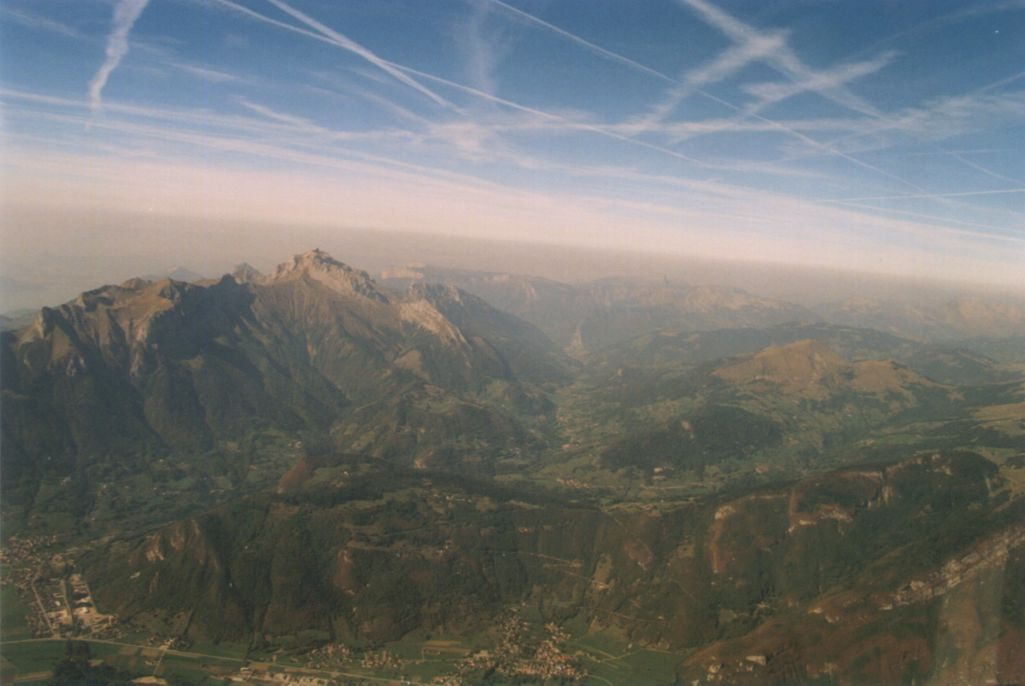
Vue depuis le sud de la partie ouest du massif.

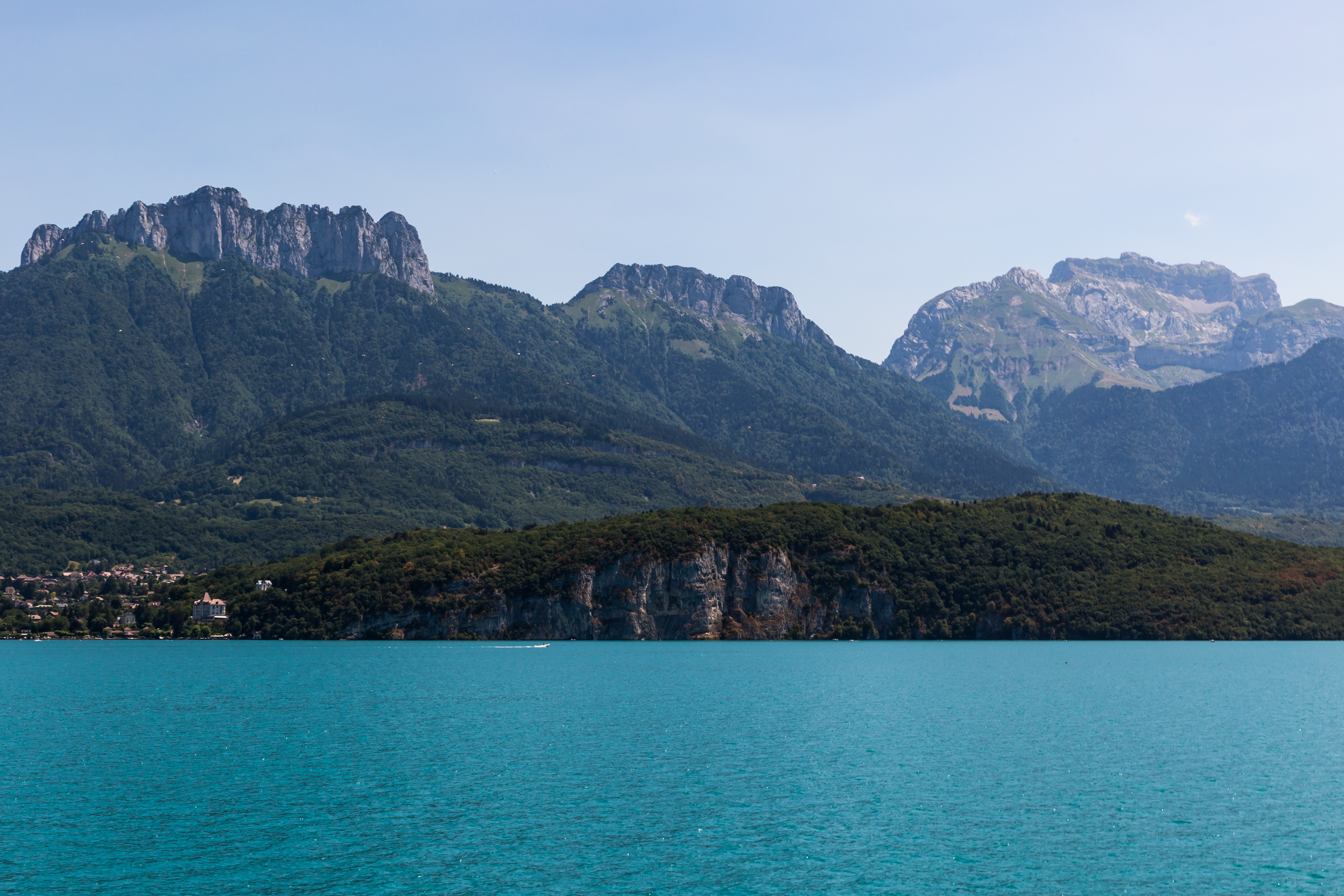
Vue sur le versant ouest du massif des Bornes depuis le lac d'Annecy avec, de gauche à droite, les dents de Lanfon, le Lanfonnet et la Tournette.

Sommets principaux du massif (plus de 2 000 m) hors ceux de la chaîne des Aravis :
- la pointe Blanche, 2 438 m, point culminant du massif, dans la chaîne du Bargy
- le pic de Jallouvre, 2 408 m, dans la chaîne du Bargy
- la pointe du Midi, 2 364 m, également dans la chaîne du Bargy
- la Tournette, 2 350 m, bien visible du lac d'Annecy
- le Grand Bargy, 2 301 m
- la pointe de Balafrasse, 2 296 m
- la pointe Dzérat (ou pointe Est du Midi), 2 278 m
- la pointe d'Almet, 2 232 m
- la pointe de Grande Combe, 2 210 m
- le Petit Bargy, 2 098 m
- le Buclon, 2 072 m
- la cime de Février, 2 056 m
- le mont Lachat de Châtillon, 2 050 m (au-dessus du Grand-Bornand)
- l'aiguille Verte, 2 045 m
- la pointe de la Beccaz, 2 038 m
- le crêt des Mouches, 2 032 m
- le mont Lachat, 2 019 m (au nord de Thônes)
- la pointe de Deux Heures, 2 018 m
- la pointe de Banc Fleury, 2 009 m
- la montagne de Sous-Dîne, 2 000 m

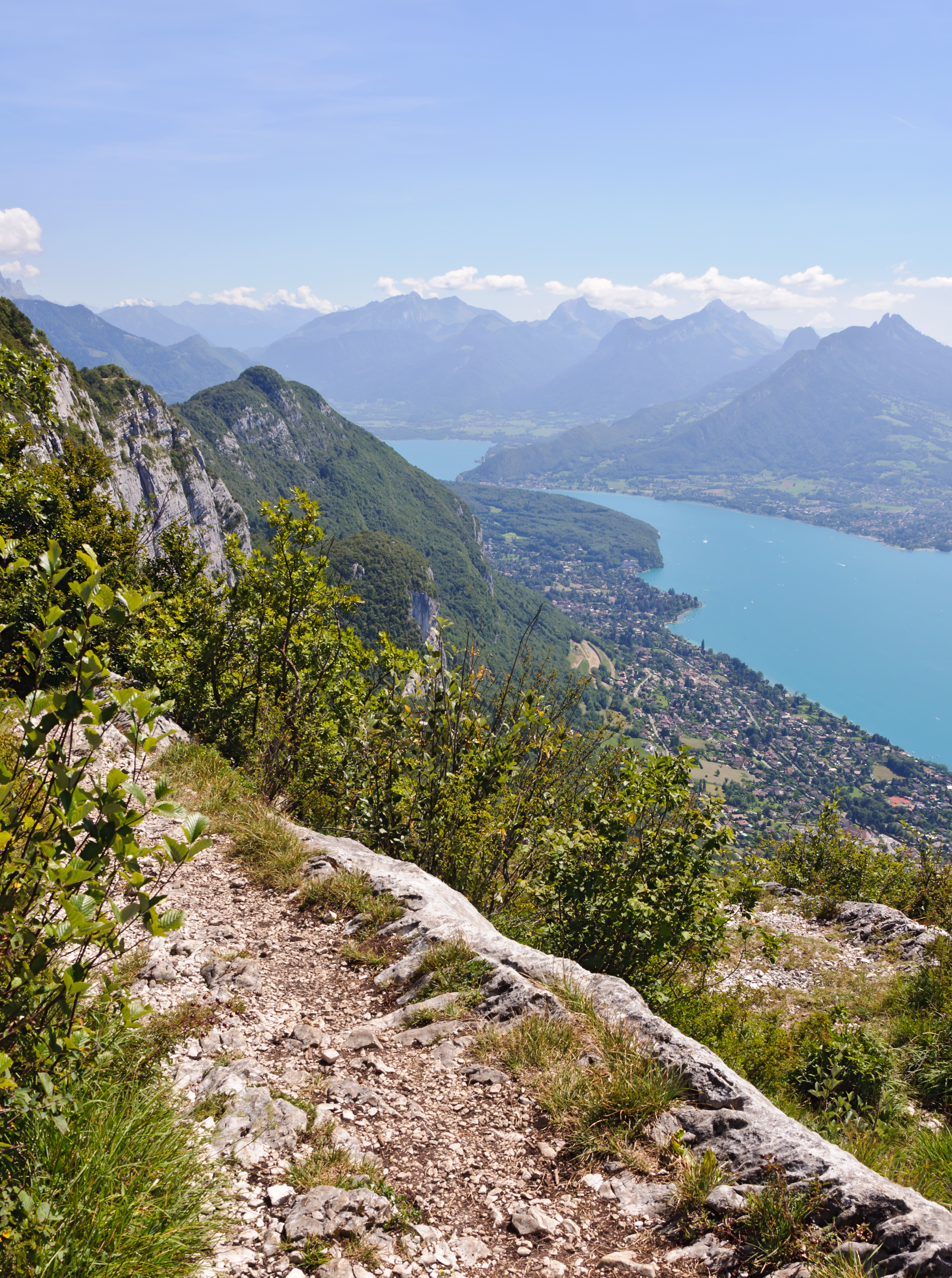
Sur le chemin de crête entre le mont Veyrier et le mont Baron

Sommets visible d'Annecy (en plus du massif de la Tournette) :
- la tête du Parmelan, 1 856 m
- les dents de Lanfon, 1 828 m
- le mont Baron, 1 295 m
- le mont Veyrier, 1 291 m

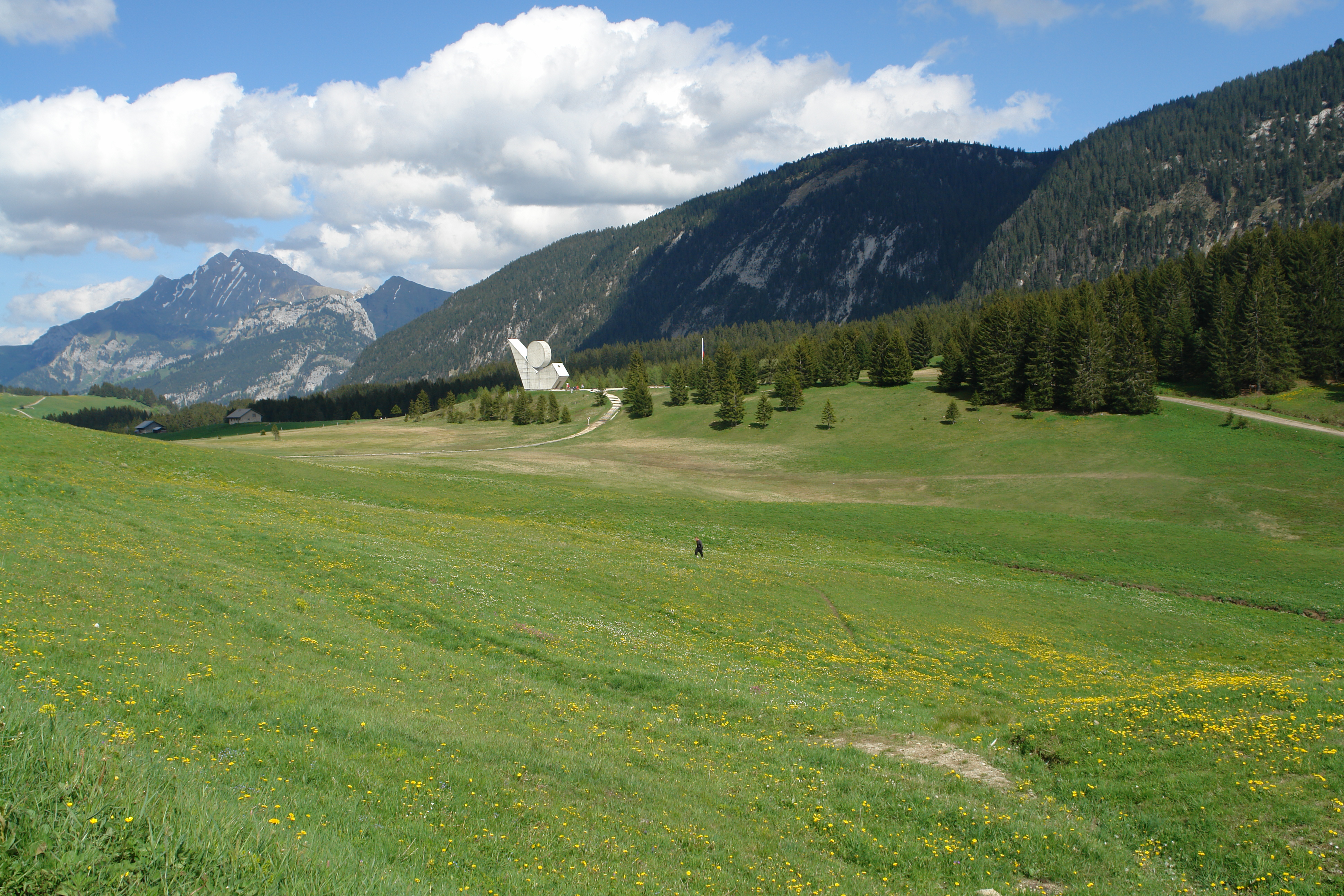
Le plateau des Glières.

Entre ces sommets se trouvent des plateaux peu élevés mais d'accès difficiles, comme le plateau des Glières tristement célèbre lors de la Seconde Guerre mondiale, ou le Champ Laitier.

### Principaux cols
- Col de la Colombière
- Col de la Forclaz
- Col des Glières
- Col du Marais
- Col de Bluffy

### Principales vallées
- Vallée du Fier
- Val du Nom
- Vallée du Reposoir
- Cluse du Borne
- Défilé de Dingy

### Principales communes
- Alex, 1 100 habitants
- La Balme-de-Thuy, 500 habitants
- Bluffy, 400 habitants
- Brizon, 500 habitants, station de ski
- Les Clefs, 700 habitants
- Dingy-Saint-Clair, 1 400 habitants
- Glières-Val-de-Borne, 1 800 habitants
- Le Grand-Bornand, 2 100 habitants
- Mont-Saxonnex, 1 700 habitants, station de ski
- Le Reposoir, 500 habitants, station de ski
- Saint-Jean-de-Sixt, 1 500 habitants, station de ski
- Serraval, 700 habitants
- Thônes, la capitale des Aravis, 6 600 habitants
- Les Villards-sur-Thônes, 1 100 habitants

### Géologie
Le massif des Bornes fait partie des ceintures de plissement-chevauchement formés par la collision alpine à partir de l'Oligocène. Il est constitué par un empilement de nappes helvétiques, dénommées nappes subalpines mais affiliées à la nappe de Morcles. Ces nappes reposent au sud sur les socles ante-triasiques de la chaîne de Belledonne et au nord, sur les unités constitutives du Jura, représentées notamment par le Salève. Le massif des Bornes chevauche les terrains de la molasse constituant le plateau des Bornes et plus largement le bassin d'avant-pays nord-alpin et, est à son tour chevauché par la nappe constituant la chaîne des Aravis. Les nappes subalpines s'étendent latéralement au-delà du massif des Bornes et constituent aussi le massif du Faucigny à l'est et le massif des Bauges à l'ouest.

#### Configuration structurale
En tant que ceinture de plissement-chevauchement, le massif des Bornes est constitué d'une succession de plis non-cylindriques  alignés selon un axe nord-sud. Du fait de sa position dans le coude que forme la jonction entre les Alpes occidentales et orientales, la trace axiale des plis décrit une courbure qui varie d'un axe SO-NE sur le flanc occidental à une orientation ESE-ONO sur le flanc oriental.
Les plis anticlinaux se caractérisent systématiquement par une charpente en urgonien et dont le surcreusement peut faire affleurer les calcaires siliceux sous-jacents (chaine du Bargy, vallée de la Filière). Ils sont généralement droits voire déjetés vers le nord comme celui du Bargy. Les plis synclinaux sont plus étroits en comparaison et semblent parfois pincée entre les anticlinaux. Ils se remarquent par la présence constante des séries paléogènes représentées par les marnes à foraminifères et le grès du Val d'Illiez (flysch nord-helvétique).

#### Stratigraphie
Les unités observables à l'affleurement s'étendent entre le Berriasien (base du Crétacé inférieur) et le Rupélien (Oligocène) mais elles sont marquées par une importante lacune stratigraphique entre le Crétacé supérieur et l'Éocène. La séquence inférieure, notamment  le Jurassique, est visible dans la vallée du Rhône, et dans une certaine mesure aussi dans le massif du Beaufortain. La succession débute par des intervalles marno-calcaires du Berriasien - Valanginien qui affleurement uniquement de manière ponctuelle à Entremont et dans le vallon du nant de Thuy. Ils décrivent un environnement de bassin dominé par des dépôts de pente. Cette séquence est recouverte par les calcaires siliceux (dénommés Kieselkalk en Suisse) du Valanginien - Hauterivien qui forment de vastes pentes herbeuses surmontées par d'importantes falaises appartenant à l'Urgonien. L'Urgonien (Barrémien - Aptien) forme l'ensemble des parois et lapiaz du massif des Bornes tels que la chaine du Bargy et le Parmelan. Ces deux unités marquent une diminution progressive de la profondeur jusqu'à son apogée avec l'Urgonien et ses récifs coralliens. Il est à son tour recouvert par les grès verts des Aravis (dénommé formation de Garshella en Suisse et de manière erronée Gault ou Gault alpin) entre l'Aptien et le Cénomanien et qui amorce une période d'approfondissement et d'ennoiement de la plateforme carbonaté. Cette unité se distingue par la teinte sombre des calcaires et marnes en raison de la présence de glauconie. La séquence Crétacé se termine par les calcaires de Seewen (Cénomanien - Santonien) aussi décrits comme des calcaires sublithographiques en raison de leur texture très fine liée à un dépôt relativement profond (boue carbonatée). 
La séquence est interrompue par une lacune stratigraphique qui s'étend jusqu'à l'Éocène et marque le passage du bourrelet frontal sur le domaine helvétique. Ce bourrelet est la conséquence de la flexuration de la croute continentale européenne qui passe alors en subduction. Il entraine une émersion du domaine helvétique et par conséquent l'érosion de la série sédimentaire. La sédimentation reprend ensuite avec les calcaires à algues rouges et nummulites de l'Éocène qui décrivent un environnement peu profond. La progression de l'avant-fosse décrit une dernière phase caractérisée par un approfondissement avec le dépôt des marnes à foraminifères et des schistes à Meletta. La dernière phase sédimentaire correspond aux flyschs nord-helvétiques (grès du Val d'Illiez et grès de Taveyannaz) de l'Oligocène qui marque l'arrivée du front orogénique sur le domaine helvétique. Ces dernières unités sont particulièrement conservées au cœur des synclinaux du massif comme le plateau des Glières, Champ Laitier, le col des Cénises et le synclinal de Thônes. Au-delà, vers le nord, débute la sédimentation de la molasse dans le bassin d'avant-pays nord-alpin.

#### Synclinal de Thônes et klippes penniques
La bordure méridionale du massif des Bornes est défini par une vaste structure synforme qui sépare les reliefs de la montagne de Cotagne, du mont Lachat et de la chaîne du Bargy au nord-ouest, de la chaîne des Aravis au sud-est. Elle est constituée d'un assemblage d'une dizaine d'unités de faible étendue, assimilables à des nappes de charriage, et intercalées entre l'unité des Bornes à sa base et celle des Aravis à son sommet. Ces unités sont toutes constituées par un flysch paléogène (Éocène à Oligocène inférieur) surmontant parfois une série sédimentaire d'âge mésozoïque. L'attribution paléogéographique de ces unités est incertaine pour la moitié d'entre-elles (ultrahelvétique ou valaisane) tandis que l'autre moitié est décrite comme helvétique voire subbriançonnaise pour l'une d'entre elles (unité de Roche Vieille).
Le synclinal de Thônes comporte deux klippes penniques à ses deux extrémités : la klippe des Annes à l'est et la klippe de Sulens à l'ouest. La première correspond au mont Lachat de Châtillon et la pointe d'Almet tandis que la seconde klippe représente le sommet éponyme. Ces deux klippes appartiennent à la nappe des Préalpes médianes qui affleure principalement dans le relief voisin du massif du Chablais. La série stratigraphique est néanmoins restreinte à l'intervalle entre le Trias et le Pliensbachien (Jurassique inférieur). La klippe des Annes surmonte des flyschs allochtone à lentilles tandis que les unités de Manigod, de Natbellet et le flysch à lentille de Nantbellet servent d'interface avec la klippe de Sulens.

### Climat
Les Bornes sont un massif particulièrement arrosé, mais les anciens redoutaient particulièrement les années très pluvieuses et froides qui étaient des années de faibles récoltes et potentiellement de famines comme en 1812.
Dès 1881, la vallée de Thônes accueille une des 172 stations météorologiques recensées dans les Alpes :
- entre 1881 et 1910, la vallée connaît des précipitations annuelles moyennes de 1 556 mm, la classant deuxième après celle de Flumet avec 1 642 mm ;
- entre 1932 et 1992, les précipitations annuelles moyennes sont de 1 743 mm ;
- entre 1992 et 2002, les précipitations annuelles moyennes sont de 1 844 mm.

Les années de sécheresse — relative — les plus mémorables sont les années 1782, 1800, 1802, 1816, 1818, 1832, 1859, 1870, 1893, 1904, 1906, 1921, 1949, 1962, 1976, 1983, 1984, 1994 et 2003.
Parmi les années les plus froides : janvier 1905 (−22,2 °C), février 1956, janvier 1963 (−21,0 °C), janvier 1985 (−21,2 °C), février 2012 (−18,0 °C).

## Histoire

### Préhistoire
Au Néolithique, la grotte de La Balme-de-Thuy est occupée l'été par des chasseurs-cueilleurs.

### Moyen Âge
En 1151, le seigneur Aymon de Faucigny fonde un monastère dans la vallée de Béol. Le Bienheureux Jean d'Espagne lui donnera son nom définitif ayant trouvé en ce lieu son « reposoir ». Au Moyen Âge, le seigneur des Clefs régnait sur une grande partie des Bornes. Son vaste domaine s'étendait du Reposoir jusqu'à la rive droite du lac d'Annecy.
Le 13 avril 1506, le Bienheureux Pierre Favre naît au hameau du Villaret à Saint-Jean-de-Sixt.

### Révolution française
Dans la nuit du 21 au 22 septembre 1792, les troupes françaises du général Moutesquiou envahissent par surprise le duché de Savoie, obligeant l'armée savoyarde, le roi et de nombreux fonctionnaires et membres du clergé à se réfugier au Piémont. Fin octobre, l'Assemblée des Allobroges, réunie dans la cathédrale de Chambéry déclare la fin du despotisme, la suppression des corvées et de la gabelle, la fin de la milice et la création du département du Mont-Blanc. Les Savoyards deviennent français pour 23 ans.
Dès le début 1793 et avant même l'arrêté du 21 janvier 1794, mettant fin à l'exercice de la religion dans le département, la population des Aravis, très attachée à l'Église catholique romaine, ressent fortement les évènements et développe de très forts sentiments contre-révolutionnaires. Le dimanche 5 mai 1793, les paroisses s'insurgent contre les mesures antireligieuses et surtout l'établissement du tirage au sort des « volontaires » enrôlés par l'armée révolutionnaire. Les révoltés décident de faire du pont de Dingy qui commande l'entrée de la vallée de Thônes, leur première ligne de résistance. Surpris par la fusillade, la grêle de pierres et l'explosion de mines, mais aguerris, les soldats républicains réussissent à prendre le pont puis se lancent à la poursuite des insurgés dans toute la vallée. Une bataille décisive de 2 nuits et un jour s'engage dans la nuit du 7 au 8 mai 1793 entre les soldats de la république et les insurgés à Morette. Le 9 mai 1793, les insurgés n'ayant plus de munitions sont obligés de se replier dans les bois et la montagne laissant la route de Thônes ouverte aux troupes françaises.
La bataille aura causé la mort de 12 insurgés, 5 autres insurgés, dont une femme, Marguerite Frichelet-Avet, seront faits prisonniers et condamnés à mort par la justice révolutionnaire. Les troupes françaises prennent la ville de Thônes, dont les habitants par milliers se sont enfuis dans les montagnes proches, et la mettent à sac. Le curé témoigne : « Les toits abattus, les portes, fenêtres, armoires brisées, tout le bétail emmené, tout le vin bu ou versé ; le pillage fut si universel qu'il ne resta ni pain, ni blé au retour des malheureux habitants [...] Toute la paroisse attendait le massacre général [...] Je ne crois pas que la terreur puisse être portée plus loin qu'elle n'était parmi le peuple [...] On se fuyait les uns des autres dans la crainte que ce fut des espions français ». Au Grand-Bornand, la population s'organise en vue de l'arrivée des troupes françaises et dans la peur d'être massacrée. Les provisions, les semailles et les animaux sont cachés dans les forêts. Des milliers de personnes aussi s'y réfugient.
L'amnistie est proclamée dès le 12 mai 1793, permettant aux habitants de regagner leurs habitations. Cependant les révolutionnaires mettent en place pour 10 années une véritable armée d'occupation avec l'obligation pour les communes de subvenir aux frais de casernement des soldats. Au total 86 insurgés seront tués par la troupe d'occupation. Le 18 mai 1793, Marguerite Frichelet-Avet est exécutée sur le Pâquier d'Annecy à l'âge de 37 ans pour son rôle dans « la guerre de Thônes ». Ses dernières paroles furent : « Je meurs fidèle à mon Dieu et à mon Roi. Vive la religion catholique ! Vive le roi de Sardaigne ! Tirez seulement. ».
Durant les mois suivants, l'hostilité des habitants de la vallée de Thônes grandit à l'encontre du nouveau « régime révolutionnaire » à cause des nombreuses atteintes portées à la religion catholique ; en 1794, le clocher, une « offense pour l’œil révolutionnaire » est démoli. La conscription de masse fut imposée par l'occupation française ; elle constitua une véritable saignée dans les familles et appauvrit grandement la vallée en diminuant la capacité des forces de travail.

### Histoire contemporaine
En 1812, le massif connaît une importante famine due à un hiver très enneigé et un printemps très pluvieux, l'estive ne peut se faire qu'en août.
En 1831, trois communes du Haut, s'allient pour construire le « pont des Antérieux », aussi appelé « pont des Étroits » ou « pont de la Douane ».
En 1851, la vallée de Thônes est frappée d'une importante épidémie de variole (petite vérole).
Le Régie d’électricité de Thônes est distributeur et fournisseur d'électricité depuis 1931
En 1971, la « Coopérative des producteurs de reblochon fermier » est créée à Thônes.
En 1991, le festival international « Au Bonheur des Mômes » est créé au Grand-Bornand.

## Activités
La chaîne des Aravis est souvent étroitement associée au massif des Bornes, qu'on appelle alors massif des Bornes-Aravis. Mais on rencontre également l'appellation raccourcie « massif des Aravis » pour l'ensemble du massif, peut-être un effet du marketing touristique.

### Stations touristiques
Le massif bénéficie d'un enneigement exceptionnel compte tenu de son altitude moyenne. Il abrite deux stations de sports d'hiver (ski alpin et fond) avec des pistes de 900 à 2 000 m :
- Le Grand-Bornand (Chinaillon)
- Le Mont-Saxonnex (le « ex » se prononce « et »)
- Saint-Jean-de-Sixt

L'activité touristique est également très forte en été. Une des caractéristiques de ces « stations » est d'être avant tout des villages de montagne où il y a encore une forte activité agricole.
Le plateau des Glières est également un site réputé de ski de fond.

### Lieux et monuments
- Le château d'Arenthon, où s'est installée la Fondation d'art contemporain Salomon, près du centre du village à Alex, accueille une galerie d'œuvres contemporaines qui changent toutes les saisons.
- L'abbaye d'Entremont (XIIIe siècle).
- La chartreuse du Reposoir, fondée en 1151 par le Bienheureux Jean d'Espagne, est blottie dans un cirque boisé au bord d'un petit lac de montagne. Depuis 1932, les bâtiments sont occupés par un Carmel qui regroupe une vingtaine de religieuses.
- Maison de la pomme et du biscantin à Serraval.
- Nécropole nationale de la résistance (Thônes) avec l'accueil, le Mémorial de la Déportation et le Musée départemental de la Résistance situés à côté mais qui se trouvent sur la commune de La Balme-de-Thuy.
- Le refuge de Rosairy (Les Clefs), construit en 1911 et situé à 1 610 mètres d'altitude, accueille des événements culturels.
- Le site archéologique de la Balme-de-Thuy.
- Le four de Carouge aux Villards.
- La maison du patrimoine du Grand-Bornand, la galerie des amis du Val-de-Thônes.

### Économie
Le massif est le pays du reblochon, le fameux fromage, né à Thônes, et qui est fortement produit de manière artisanale dans les vallées du massif. Deux marchés importants se tiennent hebdomadairement à Thônes et au Grand-Bornand. 17 400 tonnes ont été produites en 2002 et 15 200 tonnes en 2009. On notera également une forte industrie du bois.